# Louis Washkansky
Louis Washkansky (* 1913 in Kaunas; † 21. Dezember 1967 in Kapstadt) war der erste Mensch, bei dem eine erfolgreiche Herztransplantation durchgeführt wurde.

## Transplantation
Der aus dem jüdischen Vilijampolė in der zweitgrößten Stadt Kaunas im heutigen Litauen stammende und 1922 nach Südafrika ausgewanderte Washkansky verdiente seinen Lebensunterhalt als Gemüsehändler. Am 3. Dezember 1967 bekam der damals 54 Jahre alte Mann nach drei Herzinfarkten in einer fünfstündigen Operation eines 31 Ärzte zählenden Teams das Herz der im Alter von 25 Jahren bei einem Verkehrsunfall tödlich verunglückten Denise Darvall. Diese Operation, unter Leitung von Christiaan Barnard im Groote-Schuur-Krankenhaus in Kapstadt durchgeführt, war die erste erfolgreiche Herztransplantation am Menschen. 
Der Eingriff löste ein immenses weltweites Medienecho mit teilweise sehr kontroversen Debatten aus. Washkansky wurde dabei fast ständig mit vollem Namen erwähnt – auch mit Spitznamen wie „Washy“ – und in früheren und aktuellen Bildern gezeigt. Der Medienhype veranlasste 1972 Eckart Roloff, in seiner Dissertation über die Presseberichterstattung zu Herzverpflanzungen von der „publizistischen Entdeckung des Patienten“ zu sprechen. Jürgen Thorwald hat die damaligen Vorgänge ausführlich in einem Kapitel seines Buches Die Patienten dargestellt.
Washkansky überlebte die Operation um 18 Tage. Er starb am 21. Dezember 1967 an den Folgen einer Lungenentzündung. Die Medikamente, die das Abstoßen des neuen Herzens verhindern sollten, hatten im Gegenzug sein Immunsystem stark geschwächt, sodass es zu einer Klebsiellen-Infektion kam.